# 모빌리티 온돌
모빌리티 온돌(영어: Mobility Ondol)은 자율주행 모빌리티 콘셉트카다.

## 상세
현대자동차그룹이 개발한 모빌리티 온돌은 대한민국 고유 난방 방식인 '온돌'에서 영감을 받아 실내 공간을 구성하고, 전기차 운행으로 발생하는 배터리의 열을 활용한 난방 체계를 적용했다. 또한, 기존 난방 기술 장시간 사용 시 실내 건조, 열의 대류 현상으로 인한 하체의 보온 미흡 등의 단점을 보완한 플로워 난방용 발열 원단을 활용한다. 탑승자의 발이 닿는 부분에 적용되며, 실내의 전반적인 난방 성능을 높이는 역할을 한다.
실내는 자율주행 시스템을 전제로 하며, 주행을 위한 별도의 조작부가 존재하지 않는다. 1,430mm의 전고와 긴 휠베이스로 내부 공간을 확보했으며, 대용량 배터리가 탑재됐다. 시트와 배터리 사이의 여유 공간은 보조 배터리 장착 혹은 화물 적재 공간으로 활용 가능하다. 도어 트림 내부에 접이식 테이블을 적용하고, 도어 트림 포켓도 더 넓게 디자인 됐다. 또한 풀 플랫 시트를 적용해 기본 자세, 릴렉스 자세, 풀 플랫 자세 3가지 각도로 고정 가능하다.

## 구성
|      | 풀 플랫 시트 | 플로워 난방용 발열 원단                                                       |
| ---- | --- | ----------------------------------------------------------------------------- |
| 상세 | - 시트백 어셈블리 - 시트 쿠션 어셈블리 - 레그레스트 어셈블리 - 쿠션 링크 - 모터 - 백링크 - 베이스 프레임 - 레일 - 레그프레임 & 레일 | - 흡음재 - 단열재 - 발열체(탄소 직물) - 열전도용 시트 - 리얼 우드 카페트 원단 |

## 같이 보기
- 현대자동차그룹
- 콘셉트 카
- 온돌